# Liste der Nummer-eins-Hits in den USA (1945)
Dies ist eine Liste der Nummer-eins-Hits in den von Billboard ermittelten Best-Sellers-in-Stores-Charts (Verkaufscharts) in den USA im Jahr 1945. In diesem Jahr gab es neun Nummer-eins-Singles und acht Nummer-eins-Alben.

## Singles
| ← 1944 ← | Liste der Nummer-eins-Hits in den USA | Liste der Nummer-eins-Hits in den USA                                                                                          | Liste der Nummer-eins-Hits in den USA                                                  | 1946 →                    |
| \| Zeitraum \| Wo. ges. \| Interpret \| Titel Autor(en) \| Zusätzliche Informationen \| \| (Zeitraum, Wochen auf Platz eins, Interpret, Titel, Autor[en], zusätzliche Informationen) \| \| \| \| \| \| ----------------------------------------------------------------------------------------- \| -------- \| ------------------------------------------------------------------------------------------------------------------------------ \| ----------------------------------------------------------------------------------------- \| ------------------------- \| \| 23. Dezember 1944 – 9. Februar 1945 7 Wochen (insgesamt 8) \| 8 \| Bing Crosby & The Andrews Sisters with Vic Schoen & His Orchestra \| Don’t Fence Me In[1] Cole Porter \| – \| \| 10. Februar 1945 – 16. Februar 1945 1 Woche (insgesamt 8/8) \| 8/8 \| Bing Crosby & The Andrews Sisters with Vic Schoen & His Orchestra The Andrews Sisters with Vic Schoen & His Orchestra \| Don’t Fence Me In Rum and Coca-Cola[2] Cole Porter Morey Amsterdam \| – \| \| 17. Februar 1945 – 6. April 1945 7 Wochen (insgesamt 8) \| 8 \| The Andrews Sisters with Vic Schoen & His Orchestra \| Rum and Coca-Cola Morey Amsterdam \| – \| \| 7. April 1945 – 25. Mai 1945 7 Wochen (insgesamt 7) \| 7 \| Les Brown & His Orchestra with Doris Day \| My Dreams Are Getting Better All the Time[3] Manny Kurtz, Vic Mizzy \| – \| \| 26. Mai 1945 – 27. Juli 1945 9 Wochen (insgesamt 9) \| 9 \| Les Brown & His Orchestra with Doris Day \| Sentimental Journey[4] Ben Homer, Bud Green, Les Brown \| – \| \| 28. Juli 1945 – 14. September 1945 7 Wochen (insgesamt 7) \| 7 \| Johnny Mercer & The Pied Pipers with Paul Weston & His Orchestra \| On the Atchison, Topeka and the Santa Fe[5] Harry Warren, Johnny Mercer \| – \| \| 15. September 1945 – 16. November 1945 9 Wochen (insgesamt 10) \| 10 \| Perry Como with Russell Case & His Orchestra \| Till the End of Time[6] Buddy Kaye, Ted Mossman \| – \| \| 17. November 1945 – 23. November 1945 1 Woche (insgesamt 10/3) \| 10/3 \| Perry Como with Russell Case & His Orchestra Swing and Sway with Sammy Kaye with Billy Williams, Nancy Norman & The Kaye Choir \| Till the End of Time Chickery Chick[7] Buddy Kaye, Ted Mossman Sidney Lippman, Sylvia Dee \| – \| \| 24. November 1945 – 7. Dezember 1945 2 Wochen (insgesamt 3) \| 3 \| Harry James & His Orchestra with Kitty Kallen \| It’s Been a Long, Long Time[8] Sammy Cahn, Jule Styne \| – \| \| 8. Dezember 1945 – 14. Dezember 1945 1 Woche (insgesamt 1) \| 1 \| Bing Crosby & with Les Paul & his Trio \| It’s Been a Long, Long Time[9] Sammy Cahn, Jule Styne \| – \| \| 15. Dezember 1945 – 21. Dezember 1945 1 Woche (insgesamt 3) \| 3 \| Swing and Sway with Sammy Kaye with Billy Williams, Nancy Norman & The Kaye Choir \| Chickery Chick Sidney Lippman, Sylvia Dee \| – \| \| 22. Dezember 1945 – 28. Dezember 1945 1 Woche (insgesamt 3) \| 3 \| Harry James & His Orchestra with Kitty Kallen \| It’s Been a Long, Long Time Sammy Cahn, Jule Styne \| – \| \| 29. Dezember 1945 – 4. Januar 1946 1 Woche (insgesamt 3) \| 3 \| Swing and Sway with Sammy Kaye with Billy Williams, Nancy Norman & The Kaye Choir \| Chickery Chick[10] Sidney Lippman, Sylvia Dee \| – \| |                                       | |                                                                                        |                           |
| ← 1944 |                                       | |                                                                                        | → 1946 →                  |
| Zeitraum | Wo. ges.                              | Interpret | Titel Autor(en)                                                                        | Zusätzliche Informationen |
| (Zeitraum, Wochen auf Platz eins, Interpret, Titel, Autor[en], zusätzliche Informationen) |                                       | |                                                                                        |                           |
| 23. Dezember 1944 – 9. Februar 1945 7 Wochen (insgesamt 8) | 8                                     | Bing Crosby & The Andrews Sisters with Vic Schoen & His Orchestra                                                              | Don’t Fence Me In Cole Porter                                                          | –                         |
| 10. Februar 1945 – 16. Februar 1945 1 Woche (insgesamt 8/8) | 8/8                                   | Bing Crosby & The Andrews Sisters with Vic Schoen & His Orchestra The Andrews Sisters with Vic Schoen & His Orchestra          | Don’t Fence Me In Rum and Coca-Cola Cole Porter Morey Amsterdam                        | –                         |
| 17. Februar 1945 – 6. April 1945 7 Wochen (insgesamt 8) | 8                                     | The Andrews Sisters with Vic Schoen & His Orchestra                                                                            | Rum and Coca-Cola Morey Amsterdam                                                      | –                         |
| 7. April 1945 – 25. Mai 1945 7 Wochen (insgesamt 7) | 7                                     | Les Brown & His Orchestra with Doris Day                                                                                       | My Dreams Are Getting Better All the Time Manny Kurtz, Vic Mizzy                       | –                         |
| 26. Mai 1945 – 27. Juli 1945 9 Wochen (insgesamt 9) | 9                                     | Les Brown & His Orchestra with Doris Day                                                                                       | Sentimental Journey Ben Homer, Bud Green, Les Brown                                    | –                         |
| 28. Juli 1945 – 14. September 1945 7 Wochen (insgesamt 7) | 7                                     | Johnny Mercer & The Pied Pipers with Paul Weston & His Orchestra                                                               | On the Atchison, Topeka and the Santa Fe Harry Warren, Johnny Mercer                   | –                         |
| 15. September 1945 – 16. November 1945 9 Wochen (insgesamt 10) | 10                                    | Perry Como with Russell Case & His Orchestra                                                                                   | Till the End of Time Buddy Kaye, Ted Mossman                                           | –                         |
| 17. November 1945 – 23. November 1945 1 Woche (insgesamt 10/3) | 10/3                                  | Perry Como with Russell Case & His Orchestra Swing and Sway with Sammy Kaye with Billy Williams, Nancy Norman & The Kaye Choir | Till the End of Time Chickery Chick Buddy Kaye, Ted Mossman Sidney Lippman, Sylvia Dee | –                         |
| 24. November 1945 – 7. Dezember 1945 2 Wochen (insgesamt 3) | 3                                     | Harry James & His Orchestra with Kitty Kallen                                                                                  | It’s Been a Long, Long Time Sammy Cahn, Jule Styne                                     | –                         |
| 8. Dezember 1945 – 14. Dezember 1945 1 Woche (insgesamt 1) | 1                                     | Bing Crosby & with Les Paul & his Trio                                                                                         | It’s Been a Long, Long Time Sammy Cahn, Jule Styne                                     | –                         |
| 15. Dezember 1945 – 21. Dezember 1945 1 Woche (insgesamt 3) | 3                                     | Swing and Sway with Sammy Kaye with Billy Williams, Nancy Norman & The Kaye Choir                                              | Chickery Chick Sidney Lippman, Sylvia Dee                                              | –                         |
| 22. Dezember 1945 – 28. Dezember 1945 1 Woche (insgesamt 3) | 3                                     | Harry James & His Orchestra with Kitty Kallen                                                                                  | It’s Been a Long, Long Time Sammy Cahn, Jule Styne                                     | –                         |
| 29. Dezember 1945 – 4. Januar 1946 1 Woche (insgesamt 3) | 3                                     | Swing and Sway with Sammy Kaye with Billy Williams, Nancy Norman & The Kaye Choir                                              | Chickery Chick Sidney Lippman, Sylvia Dee                                              | –                         |

## Alben
| ← 1944 ← | Liste der Nummer-eins-Alben in den USA | Liste der Nummer-eins-Alben in den USA                                                            | Liste der Nummer-eins-Alben in den USA                                                                        | 1946 →                    |
| \| Zeitraum \| Wo. ges. \| Interpret \| Titel \| Zusätzliche Informationen \| \| (Zeitraum, Wochen auf Platz eins, Interpret, Titel, zusätzliche Informationen) \| \| \| \| \| \| ------------------------------------------------------------------------------ \| -------- \| ------------------------------------------------------------------------------------------------- \| ------------------------------------------------------------------------------------------------------------- \| ------------------------- \| \| 24. März 1945 – 13. April 1945 3 Wochen (insgesamt 5) \| 5 \| King Cole Trio \| The King Cole Trio[11] \| – \| \| 14. April 1945 – 20. April 1945 1 Woche (insgesamt 2) \| 2 \| Edwin Lester feat. Members of the Original New York Cast \| Song of Norway \| – \| \| 21. April 1945 – 4. Mai 1945 2 Wochen (insgesamt 5) \| 5 \| King Cole Trio \| The King Cole Trio \| – \| \| 5. Mai 1945 – 11. Mai 1945 1 Woche (insgesamt 2) \| 2 \| Edwin Lester feat. Members of the Original New York Cast \| Song of Norway \| – \| \| 12. Mai 1945 – 18. Mai 1945 1 Woche (insgesamt 16) \| 16 \| Glenn Miller & His Orchestra \| Glenn Miller – An Album of Outstanding Arrangements[12] \| – \| \| 19. Mai 1945 – 25. Mai 1945 1 Woche (insgesamt 12/7) \| 12/7 \| King Cole Trio Glenn Miller & His Orchestra \| The King Cole Trio Glenn Miller – An Album of Outstanding Arrangements \| – \| \| 26. Mai 1945 – 29. Juni 1945 5 Wochen (insgesamt 12) \| 12 \| King Cole Trio \| The King Cole Trio \| – \| \| 30. Juni 1945 – 3. August 1945 5 Wochen (insgesamt 16) \| 16 \| Glenn Miller & His Orchestra \| Glenn Miller – An Album of Outstanding Arrangements \| – \| \| 4. August 1945 – 10. August 1945 1 Woche (insgesamt 12) \| 12 \| King Cole Trio \| The King Cole Trio \| – \| \| 11. August 1945 – 17. August 1945 1 Woche (insgesamt 16/6) \| 16/6 \| Glenn Miller & His Orchestra Richard Rodgers & Oscar Hammerstein with the Original Broadway Cast \| Glenn Miller – An Album of Outstanding Arrangements Carousel – Selections from the Theatre Guild Musical Play \| – \| \| 18. August 1945 – 14. September 1945 4 Wochen (insgesamt 6) \| 6 \| Richard Rodgers & Oscar Hammerstein with the Original Broadway Cast \| Carousel – Selections from the Theatre Guild Musical Play \| – \| \| 15. September 1945 – 21. September 1945 1 Woche (insgesamt 6/5) \| 6/5 \| Richard Rodgers & Oscar Hammerstein with the Original Broadway Cast Freddie Slack & His Orchestra \| Carousel – Selections from The Theatre Guild Musical Play Boogie Woogie \| – \| \| 22. September 1945 – 19. Oktober 1945 4 Wochen (insgesamt 5) \| 5 \| Freddie Slack & His Orchestra \| Boogie Woogie \| – \| \| 20. Oktober 1945 – 30. November 1945 6 Wochen (insgesamt 6) \| 6 \| Bing Crosby \| Going My Way[13] \| – \| \| 1. Dezember 1945 – 7. Dezember 1945 1 Woche (insgesamt 6) \| 6 \| Vaughn Monroe \| On the Moonbeam[14] \| – \| \| 8. Dezember 1945 – 18. Januar 1946 6 Wochen (insgesamt 35) \| 35 \| Bing Crosby \| Merry Christmas \| – \| |                                        |                                                                                                   | |                           |
| ← 1944 |                                        |                                                                                                   | | → 1946 →                  |
| Zeitraum | Wo. ges.                               | Interpret                                                                                         | Titel | Zusätzliche Informationen |
| (Zeitraum, Wochen auf Platz eins, Interpret, Titel, zusätzliche Informationen) |                                        |                                                                                                   | |                           |
| 24. März 1945 – 13. April 1945 3 Wochen (insgesamt 5) | 5                                      | King Cole Trio                                                                                    | The King Cole Trio                                                                                            | –                         |
| 14. April 1945 – 20. April 1945 1 Woche (insgesamt 2) | 2                                      | Edwin Lester feat. Members of the Original New York Cast                                          | Song of Norway                                                                                                | –                         |
| 21. April 1945 – 4. Mai 1945 2 Wochen (insgesamt 5) | 5                                      | King Cole Trio                                                                                    | The King Cole Trio                                                                                            | –                         |
| 5. Mai 1945 – 11. Mai 1945 1 Woche (insgesamt 2) | 2                                      | Edwin Lester feat. Members of the Original New York Cast                                          | Song of Norway                                                                                                | –                         |
| 12. Mai 1945 – 18. Mai 1945 1 Woche (insgesamt 16) | 16                                     | Glenn Miller & His Orchestra                                                                      | Glenn Miller – An Album of Outstanding Arrangements                                                           | –                         |
| 19. Mai 1945 – 25. Mai 1945 1 Woche (insgesamt 12/7) | 12/7                                   | King Cole Trio Glenn Miller & His Orchestra                                                       | The King Cole Trio Glenn Miller – An Album of Outstanding Arrangements                                        | –                         |
| 26. Mai 1945 – 29. Juni 1945 5 Wochen (insgesamt 12) | 12                                     | King Cole Trio                                                                                    | The King Cole Trio                                                                                            | –                         |
| 30. Juni 1945 – 3. August 1945 5 Wochen (insgesamt 16) | 16                                     | Glenn Miller & His Orchestra                                                                      | Glenn Miller – An Album of Outstanding Arrangements                                                           | –                         |
| 4. August 1945 – 10. August 1945 1 Woche (insgesamt 12) | 12                                     | King Cole Trio                                                                                    | The King Cole Trio                                                                                            | –                         |
| 11. August 1945 – 17. August 1945 1 Woche (insgesamt 16/6) | 16/6                                   | Glenn Miller & His Orchestra Richard Rodgers & Oscar Hammerstein with the Original Broadway Cast  | Glenn Miller – An Album of Outstanding Arrangements Carousel – Selections from the Theatre Guild Musical Play | –                         |
| 18. August 1945 – 14. September 1945 4 Wochen (insgesamt 6) | 6                                      | Richard Rodgers & Oscar Hammerstein with the Original Broadway Cast                               | Carousel – Selections from the Theatre Guild Musical Play                                                     | –                         |
| 15. September 1945 – 21. September 1945 1 Woche (insgesamt 6/5) | 6/5                                    | Richard Rodgers & Oscar Hammerstein with the Original Broadway Cast Freddie Slack & His Orchestra | Carousel – Selections from The Theatre Guild Musical Play Boogie Woogie                                       | –                         |
| 22. September 1945 – 19. Oktober 1945 4 Wochen (insgesamt 5) | 5                                      | Freddie Slack & His Orchestra                                                                     | Boogie Woogie                                                                                                 | –                         |
| 20. Oktober 1945 – 30. November 1945 6 Wochen (insgesamt 6) | 6                                      | Bing Crosby                                                                                       | Going My Way                                                                                                  | –                         |
| 1. Dezember 1945 – 7. Dezember 1945 1 Woche (insgesamt 6) | 6                                      | Vaughn Monroe                                                                                     | On the Moonbeam                                                                                               | –                         |
| 8. Dezember 1945 – 18. Januar 1946 6 Wochen (insgesamt 35) | 35                                     | Bing Crosby                                                                                       | Merry Christmas                                                                                               | –                         |